# 大陇镇 (井冈山市)
大陇镇，是中华人民共和国江西省吉安市井冈山市下辖的一个乡镇级行政单位。

## 行政区划
大陇镇下辖以下地区：
大陇镇社区、大陇村、中村、瑶背村、桥林村、楼下村、井水背村和源头村。